# Pizzolese
Pizzolese è una frazione del comune di Parma, appartenente al quartiere Cortile San Martino.
La località è situata 7,60 km a nord del centro della città.

## Geografia fisica
La frazione sorge in posizione pianeggiante alla quota di 34 m s.l.m., tra le campagne a nord di Parma; la località è attraversata dal canale Naviglio, anticamente navigabile.

## Origini del nome
Il toponimo della località, anticamente denominata Puteolisium, Puleolesium e Puzelisum, deriva dal latino puteus, ossia "pozzo", per via dell'elevata presenza di acqua.

## Storia
Il borgo di Pizzolese fu nominato per la prima volta nel 1005, in un atto notarile; fu nuovamente menzionato in rogiti del 1140 e 1189. La più antica citazione della primitiva cappella, benché eretta probabilmente già intorno al 1000, risale invece soltanto al 1230.
Nell'autunno del 1315 la località fu devastata da un'alluvione del torrente Parma, che straripò rovinosamente a monte della città inondandone tutto il perimetro e, a valle, le campagne e i borghi di Paradigna, Pizzolese e Gainago.
Nei decenni successivi, Pizzolese fu oggetto di numerosi saccheggi, a partire dal 1329, quando la zona fu devastata dagli eserciti inviati dal papa e dal vescovo; due anni dopo fu la volta dei fuoriusciti del Comune di Parma, che razziarono la località e altre del circondario. Agli inizi del XV secolo il villaggio fu oggetto di scorribande nel 1403 e nel 1408 da parte dei colornesi; nel 1409, sempre da Colorno, gli uomini di Giovanni de' Terzi depredarono varie località del Parmense, tra cui Pizzolese. Altre razzie e distruzioni si ripeterono nel 1418, nel 1420, nel 1426 e nel 1427, da parte di diverse truppe.
In seguito, Pizzolese divenne feudo dei conti di Colorno Sanseverino, come testimoniato da un documento del 1525, in cui ne risultava detenere i diritti Roberto Ambrogio Sanseverino.
La famiglia mantenne il feudo fino al 1612, quando la contessa Barbara Sanseverino, insieme a numerosi altri nobili, fu arrestata e giustiziata con l'accusa di aver partecipato alla presunta congiura dei feudatari ai danni del duca di Parma Ranuccio I Farnese, che confiscò tutti i suoi beni.
Nel 1707 il torrente Parma esondò rovinosamente, devastando tutto il territorio di Pizzolese.
In epoca napoleonica, per effetto del decreto Nardon del 1806, la località divenne frazione del nuovo comune (o mairie) di Cortile San Martino, che nel 1943 fu sciolto e inglobato in quello di Parma.
Il 25 aprile del 1945, ultimo giorno della seconda guerra mondiale, gruppi di soldati tedeschi in fuga saccheggiarono le campagne della zona, uccidendo anche numerosi civili inermi; a Pizzolese furono freddate 8 persone, in ricordo delle quali fu successivamente eretto un monumento commemorativo nel centro della località.

## Monumenti e luoghi d'interesse

### Chiesa di San Donnino

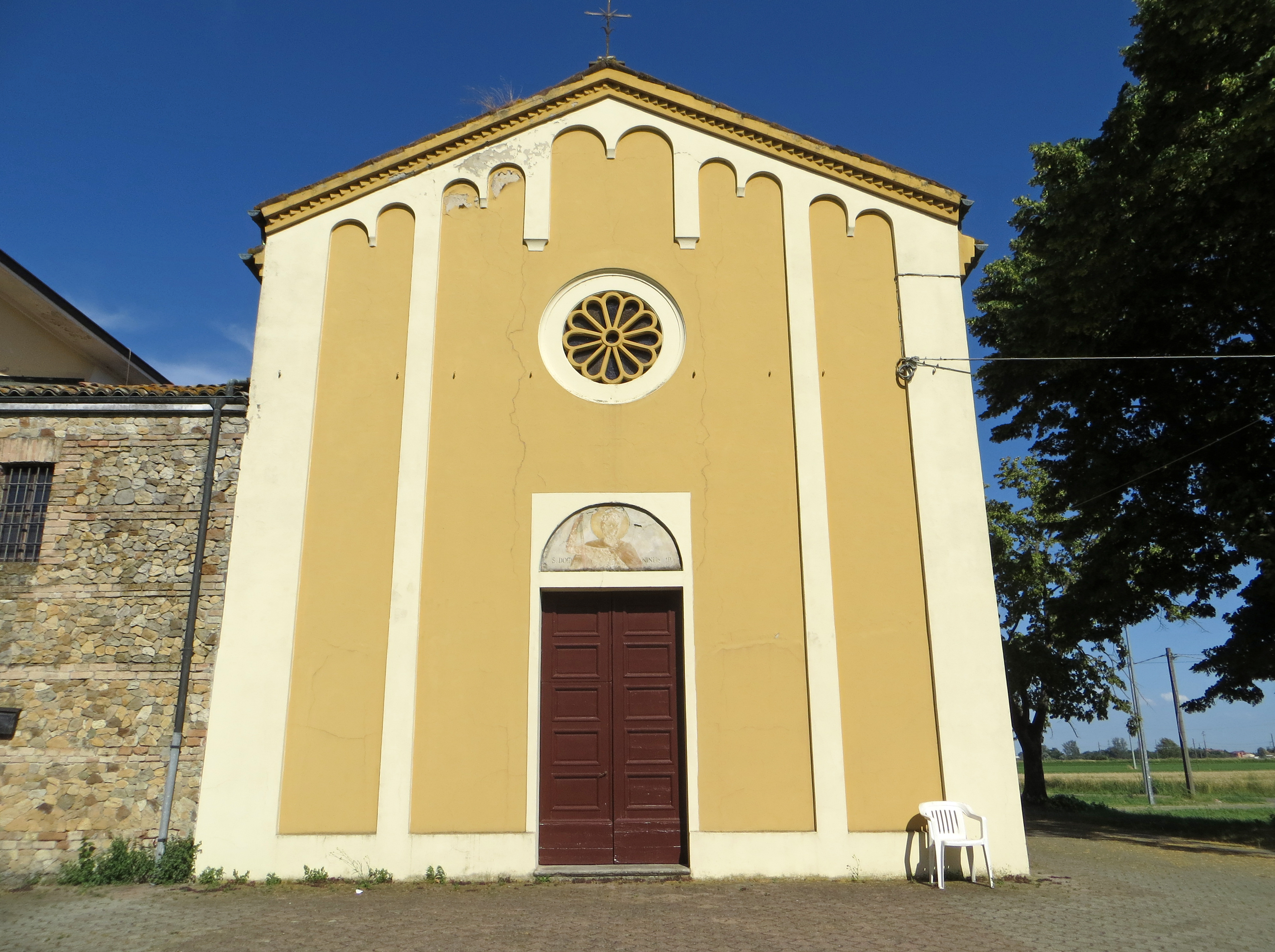
Chiesa di San Donnino

Edificata probabilmente intorno al 1000, la cappella romanica fu menzionata per la prima volta nel 123 tra le dipendenze dell'abbazia di San Michele della Chiusa; restaurata nel 1442, fu profondamente modificata nel 1515 e nuovamente ristrutturata tra il 1950 e il 1960 circa. La semplice chiesa neoromanica, interamente intonacata, è decorata esternamente con una serie di lesene e archetti pensili.

### Villa Cattani
Costruita probabilmente nel XVII secolo per volere, secondo la tradizione, dei conti Sanseverino e confiscata dal duca Ranuccio I Farnese in seguito alla presunta congiura dei feudatari, la villa fu acquistata nella prima metà del XIX secolo da Ferdinando Rossi; alienata successivamente ai nobili Cattani, dopo la morte dell'ultimo discendente nel 1917 fu ereditata dagli Ospizi Civili di Parma. L'edificio, sviluppato su una pianta rettangolare, si eleva su due livelli principali fuori terra; la simmetrica facciata, con basamento a scarpa, presenta nel mezzo l'ampio portale d'ingresso ad arco a tutto sesto affiancato da due finestre, mentre in sommità si erge una piccola colombaia; all'interno l'androne passante, coperto da una volta a botte lunettata, dà accesso alle sale laterali, coronate da volte e decorate con dipinti ottocenteschi.